# Hans Kruit
Johannes Jozef (Hans) Kruit (Wageningen, 16 mei 1951) is ontwerper van grafische vormgeving, industriële vormgeving en nieuwe-mediaproducten.
Hij studeerde aan de Academie voor Beeldende Kunsten Sint-Joost in Breda en het Royal College of Art in Londen. Samen met Ootje Oxenaar werkte hij aan de Nederlandse bankbiljetten Zonnebloem (50 gulden) en Vuurtoren (250 gulden) en de vormgeving van het wapenschild dat hoort bij het predicaat Hofleverancier (1986). 
Hij kreeg aanvankelijk veel overheidsopdrachten, onder meer voor postzegels: KNAU (1976), Schaaksport (1978), Kerstzegel (1989) en de vormgeving van het Nederlandse rijbewijs (1985). Hij ontwikkelde vanaf 1987 samen met BRS Premsela Vonk de huisstijl van de Belastingdienst. 
Vanaf 1985 was Kruit verbonden aan de faculteit Industrieel Ontwerpen van de TU Delft. In 1992 nam hij (mede) het initiatief om de werkgroep E-media op te starten voor de Beroepsvereniging Nederlandse Ontwerpers (BNO). In 2002 kreeg hij de opdracht voor de vormgeving van het monogram voor het huwelijk Prins Willem-Alexander en Máxima Zorreguieta. Kruit is oprichter en directeur van het ontwerpbureau Kruit Communication Design, gevestigd in Den Haag. Gezichtsbepalende internetontwerpers bij het bureau zijn Guus van Zeeland, Coen de Koning en grafisch ontwerpers Henk Knoeff en Willem Fischer.